# БМК-460
БМК-460 — буксирно-моторный катер, предназначенный для вождения по воде паромов понтонного парка ППС-84 при оборудовании и содержании переправ.

## Техническое описание

### Основные особенности катера
Катер оснащен мощной механической установкой, двумя гребными винтами в насадках, надежным и быстродействующим счальным устройством, обладает необходимыми тягово-скоростными характеристиками и обеспечивает вождение толканием как лаговых, так и челночных паромов парка на водных преградах с очень быстрым течением и волнением. 
Катер укомплектован радиостанцией, переговорным устройством, прибором ночного видения и компасом, обеспечивающими возможность вождения паромов на водных преградах в любое время суток.
Катер имеет систему защиты экипажа от воздействия отравляющих и радиоактивных веществ, а также от биологических (бактериальных) средств.
Механическая установка – двухвальная, с двумя дизелями, с передачей мощности от дизелей на гребные валы через реверс-редуктор.
Индекс дизеля – 3Д20ср3

### Состав  катера
Катер представляет собой двухвинтовой буксир-толкач, перевозимый по суше на платформе катерного автомобиля на базе шасси КрАЗ-260Г.
Основными частями катера является:
- корпус со съёмной рубкой и капотом машинного отделения, волноотбойными щитами и следующими устройствами: леерным, мачтовым, транспортным, носовым гидродинамическим, для отдачи и выбирания низовых якорей и водоспускным;
- установка механическая, состоящая из двух силовых агрегатов (дизелей) и обслуживающих их систем;
- валопровод  и движительно-рулевой комплекс, состоящий из двух гребных винтов в насадках и рулей;
- судовые устройства: счальное носовое, рулевое, якорное, буксирное и швартовочное устройства, а также системы: осушения и технических нужд, защиты экипажа от воздействия отравляющих и радиоактивных веществ, а также от биологических (бактериальных) средств;
- электрооборудование;
- средства связи, наблюдения и ориентирования;
- имущество, запасные части, инструменты и принадлежности.

### Эксплуатация (боевое применение)
Буксирно-моторный катер БМК-460 входит в состав понтонного парка ППС-84.